# Рубіж світу
«Рубіж світу» (англ. Rim of the World) — американський науково-фантастичний пригодницький фільм режисера Макджі, знятий за сценарієм Зака Стенца, з Джеком Гором, Мією Чех, Бенджаміном Флоресом-молодшим й Алессіо Скальцотто у головних ролях. Фільм став сучасним підходом до бойовиків 1980-х років, зосереджених на дітях. Він вийшов на Netflix 24 травня 2019 року. Стрічка отримала найбільше переглядів серед контенту сервісу SVOD у Великій Британії протягом першого тижня, випередивши серіали «Мертвий для мене» та «Рівердейл».

## Сюжет
Троє молодих підлітків, Чжень-Чжень, Алекс і Даріуш, відвідують літній табір «Рубіж світу» у Південній Каліфорнії. Чжень-Чжень уродженка Китаю, яка втекла від свого ненависного батька. Даріуш — веселий афроамериканець, син збанкрутілого мільйонера, а Алекс — боязкий і переляканий син самотньої матері-вдови, бо його батько загинув в пожежі. Під час поїздки на каное трійця блукає у лісі та знаходить іншого молодого підлітка, Габріеля, який втік із в'язниці для неповнолітніх. Опинившись глибоко в лісі, група бачить, як небо стає помаранчевим, лунають вибухи, на телефони приходять попередження. Четверо повертаються в табір, який вже евакуювали, окрім Конрада, який міцно спав. У небі відбуваються сутички між Повітряними силами США та кораблями прибульців. На землю падає рятувальна капсула, з пілотом, яка отримала численні травми. Жінка дає Алексу ключ, який допоможе дістатися станції НАСА, щоб зупинити прибульців. Інопланетянин вбиває пілота, а потім атакує групу разом зі своєю собакою-прибульцем. Групі вдається вбити тварину, що розлютило чужеземця. Прибульця застрелюють з літака, Конрад також гине.
Група втікає з табору, діставшись поліцейського відділку, підлітки дізнаються, що Азія та Європа були знищені та підтверджено використання ядерної зброї в котловині Лос-Анджелеса. Алекс і Чжень-Чжень звільняють ув'язненого Лу та продовжують свій шлях. Морські піхотинці забирають ключ і садять дітей в автобус, щоб відвезти їх в безпечне місце. Після розгрому прибульцями солдатів, ключ знову потрапляє до групи. Вночі на них нападає банда в масках на чолі з Лу. Він вимагає віддати ключ. На його захист з'являється інопланетянин, який дозволяє підліткам втекти.
Група, нарешті, дістається пункту призначення, але бачить лікаря, який потребував ключа, мертвим. По радіозв'язку генерал пояснює, що ключ може бути використаний для знищення інопланетян на орбіті через захисний проект холодної війни «Ескалібур». Чжень-Чжень запускає генератори, а Алекс йде на дах до телекомунікаційної вежі. Даріуш і Габріель залишаються в командному центрі, щоб вставити ключ у систему. На даху на Алекса нападають чужеземці, а Чжень-Чжень вдається втекти від собаки-іншопланетянина. Вона повертається до Габріеля, щоб допомогти йому вставити ключ, оскільки Даріуш знепритомнів через втрату крові.
Виконавши місію, Чжень-Чжень, Даріуш і Габріель покидають будівлю. Тим часом Алекс заманив прибульця в лабораторію тестування легкозаймистих речовин і підпалює її. Він втікає та приєднується до друзів. В атмосфері вибухає перельотний модуль. Чжень-Чжень нагороджує Алекса поцілунком за хоробрість. Алекс возз'єднується з матір'ю, а дітей вважають героями, які врятували світ.

## У ролях
| Актор                     | Роль           |
| ------------------------- | -------------- |
| Джек Гор                  | Алекс          |
| Мія Чех                   | Чжень-Чжень    |
| Бенджамін Флорес-молодший | Даріуш         |
| Алессіо Скальцотто        | Габріель       |
| Ендрю Бечелор             | Логан          |
| Аннабет Гіш               | Грейс          |
| Скотт Мак-Артур           | Лу             |
| Дін Джаггер               | капітан Гокінг |
| Майкл Біч                 | генерал Хоурі  |
| Лінн Коллінз              | майор Коллінз  |
| Тоні Кавалеро             | Конрад         |
| Річард Гор                | батько Алекса  |
| Пітер Паррос              | батько Даріуша |

## Виробництво
У березні 2018 року повідомлялося, що Макджі буде знімати стрічку «Рубіж світу» за сценарієм Зака Стенца для Netflix. В інтерв'ю Стенц заявив, що почав працювати над сценарієм ще в 2017 році, а угода з Netflix була закрита за рік. Основне виробництво розпочалося в травні 2018 року в Лос-Анджелесі, Каліфорнія. У червні 2018 року було оголошено акторський склад.
Основні зйомки розпочалися в червні 2018 року та тривали 40 днів.

## Сприйняття
На сайті Rotten Tomatoes рейтинг стрічки складає 25 % на основі 12 відгуків з середньою оцінкою 3,8 / 10.
Роджер Мур на Movie Nation сказав про сценарій: «Це, мабуть, стане найледачішим сценарієм, який ви побачите або почуєте в цьому році» та назвав роботу «колись багатонадійного Макджі» «тьмяною та поверхневою». Нік Аллен оцінив стрічку в 1 зірку написавши, що події фільму змінюються від жартів рівня «туалетного гумору до звичайних науково-фантастичних пригод».